# ユミケカビ
ユミケカビ属 Absidia van Tieghem 1876. はケカビ目の菌類の1つ。匍匐菌糸を伸ばし、その側方に胞子嚢柄を出し、やや小柄な洋梨型の胞子嚢を付ける。比較的多くの種を要する属であり、古くに知られた属ではあるが類似の形質の属が複数あり、それらもこの属に含められてきたこともあり、経緯はやや複雑である。

## 特徴
Hesseltine & Ellis(1964) はこの属についての彼らによる総説の最初のものであるが、そこに示された属の特徴はほぼ以下の通りである。
- 有色、または無色の気中菌糸はよく分枝し、先端が基質に仮根を伸ばし、弓状になった匍匐菌糸となる。胞子嚢柄は匍匐菌糸から生じ、真っ直ぐに伸びて単独、あるいは纏まった束になって生じる。胞子嚢柄は隔壁があり、まれに分枝する。胞子嚢柄が仮根と対になって生じることは無い。胞子嚢は余り大きくならず、洋梨型をしており、やや着色するものもある。胞子嚢柄は融けて胞子を分散させる。柱軸の形は様々だが先端に突出部を持つのが普通で、またよく発達したアポフィシスを持つ。胞子嚢胞子は小さくて単細胞で、無色で筋状斑は無い。接合胞子は気中で向き合った柄の間に生じ、褐色から黒く着色し、その表面には凹凸があり、また柄の両方、あるいは片方から指状の突起が伸びて接合胞子嚢を包むようになる。

本属のタイプ種は A. repens で、以下により具体的な性状をこの種に即して示す。

### 栄養体
腐生菌であり通常の培地でよく生育する。培地上のコロニーは8日で径7～8cmに達し、綿毛状になってペトリ皿の縁にまで生育する。コロニーは当初は白いが次第に灰緑色から緑褐色に色づく。よく匍匐菌糸を伸ばす。匍匐菌糸はやや色づき、中に油滴や顆粒を含むことがある。仮根は匍匐菌糸の膨らんだところから生じ、径11μmまで、3～6個纏まって生じ、枝分かれし、先に向かって細まる。また時に基質上菌糸に巨大細胞が形成される。なお、37℃では発育は見られない。

### 無性生殖
無性生殖は胞子嚢内に形成される胞子嚢胞子による。この種では胞子嚢はおおよそ2つの型のものが見られる。まずは本属に典型的なタイプのものは匍匐菌糸の途中の側面から束になって出るもので、その胞子嚢柄は長さ140～250μm、径2.5～6μm、ほぼ真っ直ぐで分枝せず、アポフィシスの下側の5～21.5μmのところに隔壁を持つ。胞子嚢は径19～26.5μm、最大で30μm程で、初めは卵形から楕円形だが成熟するとほぼ球形になり、胞子嚢壁は表面が滑らかで崩れるようにして胞子を露出する。アポフィシスは短いものから長いものまで変異はあるが下向きに狭まる。柱軸は径9～25μm、円錐形で時にその先端に突出部がある。また胞子嚢壁のついていた部分に明瞭な襟が残る。もう一つはより短い柄にやや細長い胞子嚢を付けるもので匍匐菌糸の側面に単独で出るか、時には大きい胞子嚢柄の側面に出る。この胞子嚢柄は長さ12～78μm、径2.2～4.5μm、単独で生じ、匍匐菌糸から大きい角度で出て直立、あるいは下を向き、アポフィシスの2～12μm下に隔壁を持つ。胞子嚢は長さ15～36μm、径7～15μmで卵形から楕円形、小さいものは6個程度しか胞子を含まず、柱軸はないか、低いドーム状。これらの胞子形成部は暗色に色づく。胞子嚢胞子は径3～5μm、ほぼ球形から短い卵形、あるいは多少不定形。
細長い小柄な胞子嚢が形成されるのは本属の中でも本種に独特な特徴である。
なお、大きい胞子嚢のみを形成するケカビ目の菌類の中で、胞子嚢の径が30μmというのはかなり小さい方で、例えばこの群の代表であるケカビ属 Mucor では小柄な方である普通種の M. hiemalis でも20～100μmとこれよりかなり大きい。

### 有性生殖
有性生殖は配偶子嚢接合によって接合胞子が形成されることで行われるが、本種は自家不和合性であるために好適な株同士を接触させた時のみ見ることが出来る。接合胞子嚢は球形で径50～85.5μm、褐色で肌理の粗い凹凸に被われ、気中菌糸の間に生じる。支持柄は平行に向かい合い、往々にして大きさに差があり、大きい方には褐色の突起を生じ、その突起は接合胞子嚢を囲むように伸びる。この突起は分枝がなく、隔壁も持たず、指状をしている。また支持柄が同じ大きさの場合、両方から指状突起が出る。この突起は長さ104μm、太さ4.5μm程になる。
なお、同属には自家和合性の種もあり（A. spinosa など）、その場合には単独株でも接合胞子が形成される。
種の違いは胞子嚢柄の長さや胞子嚢の大きさ、胞子嚢胞子の大きさや形などによって区別される。特に胞子嚢胞子の形ははっきりした特徴となっており、Hesseltine と Ellis はこの属の総説を書く際にこの特徴で本属を円筒形の胞子を持つもの、球形の胞子を持つもの、卵形の胞子を持つものの3つに分け、それぞれ別個の論文としている。

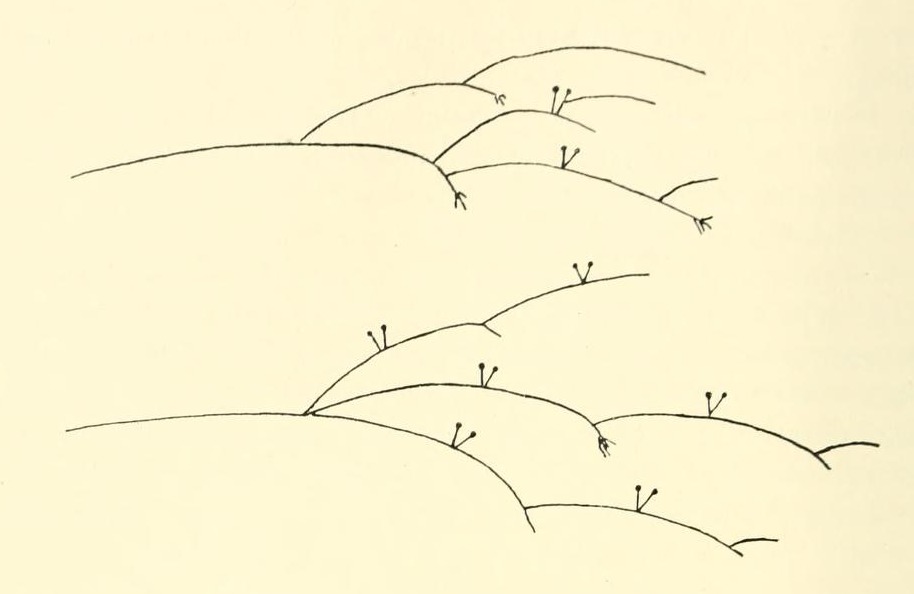
全体の形状略図 A. glauca
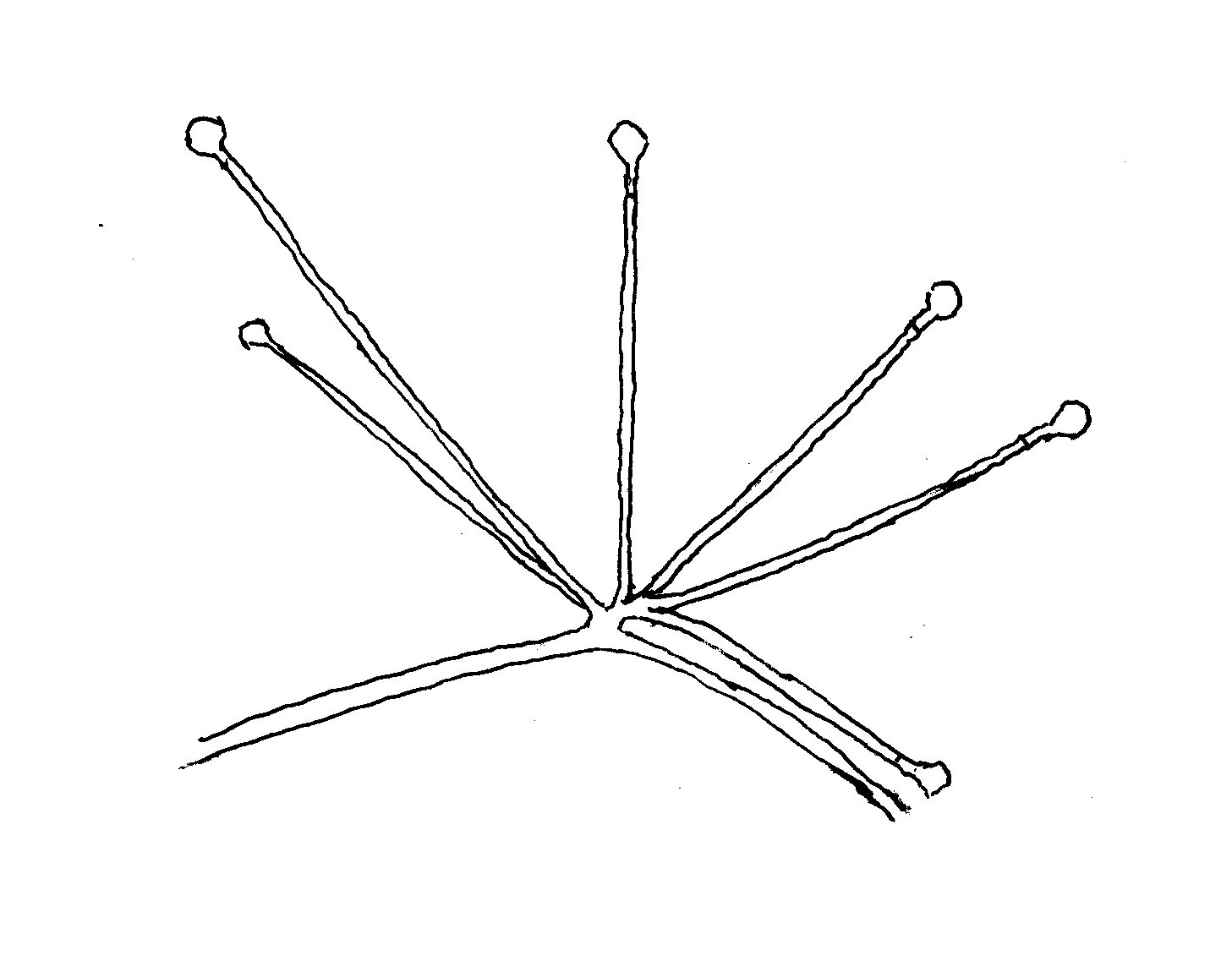
胞子嚢柄が束状に出る例 A. californica
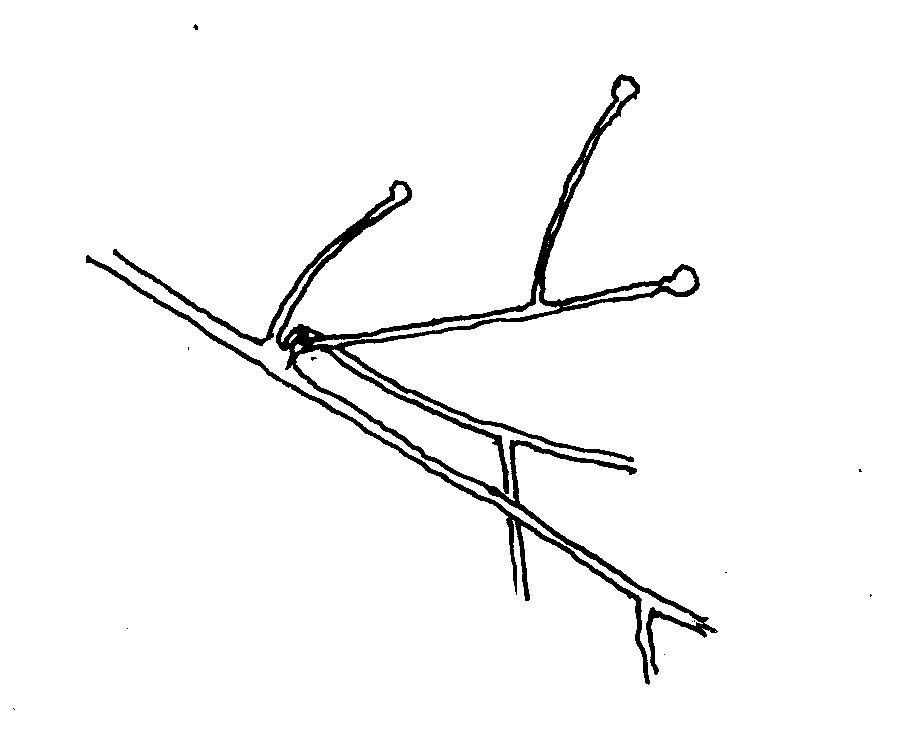
胞子嚢柄が分枝を出す例 A. fusca
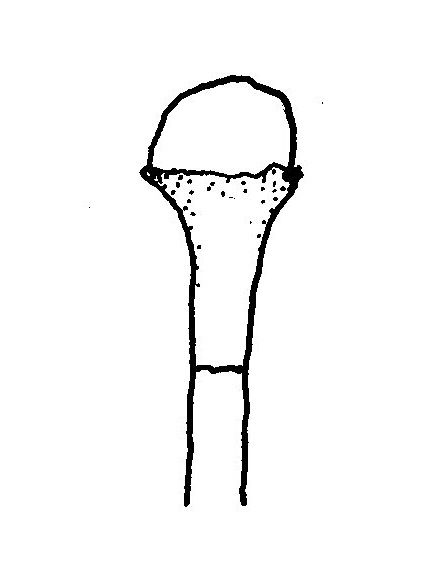
胞子嚢柄と柱軸・柱軸がドーム状の例 A. glauca
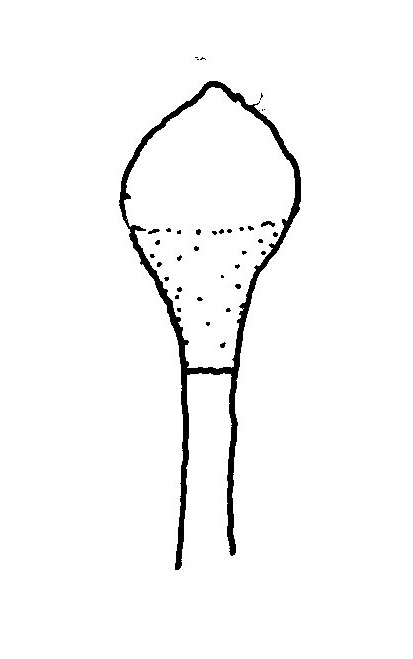
胞子嚢柄と柱軸・柱軸が円錐状で先端に小さな突起がある例 A. coerulea
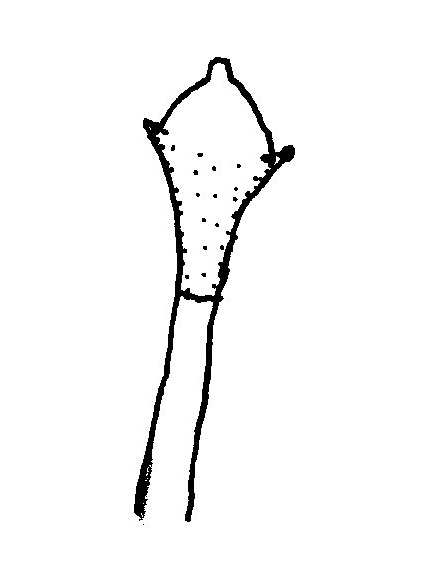
胞子嚢柄と柱軸・柱軸が円錐形で先端に付属突起がある例 A. californica
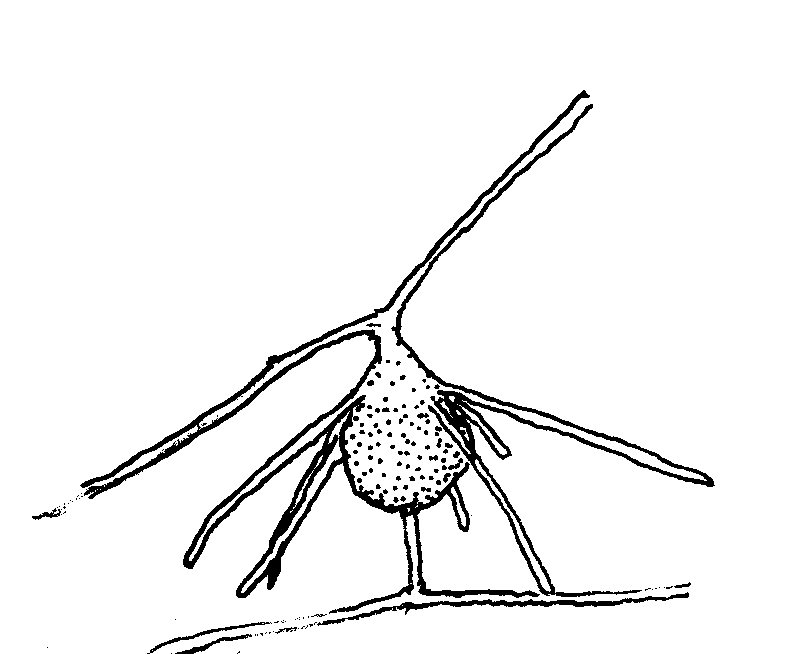
接合胞子 A. cylindrospora var. nigra：この種では支持柄は不同で付属突起は大きい側からのみ出ている。

## 生育環境
多くが土壌性の腐生菌として知られる。病原性のものも含まれていたが、現在はそれらは別属とされる(後述)。

## 経緯
本属の記載はvan Tieghem により、1876年に上記の種をタイプ種として他に3種を合わせて記載し、その際に2種については接合胞子についても記録している。彼はその際に無性生殖器官と菌糸体の性状についてはクモノスカビ属 Rhyzopus に、有性生殖器官についてはヒゲカビ属 Phycomyces に似ていることを指摘し、同時にそれらの2属とは明確に異なることも述べている。しかしこの後、これら4種およびその後に記載された類似の菌に対して与えられた属名は7つもあり、かなりな混乱を見せた。C. W. Hesseltine と J. J. Ellis は1960年代に本属の総説を纏めたが、その際に確認した本属に関わる学名は種名、変種名など合わせて86種にも及んだ。彼らはそれらに合わせて新たに得られた株も合わせて検討し、本属に24種を認め、また近縁の別属としてゴングロネラ属 Gongronella とクラミドアブシディア属 Chlamydoabsidia を新属として記載した。更に本属についてはやや性状の異なるもの、具体的には匍匐菌糸が往々にして頂生の大きい胞子嚢で終わり、接合胞子嚢が突起によって被われず、また37℃といった高温でも生育可能な群を纏めて本属内の亜属 Mycocladus とすることを提起した。亜属のレベルに留めたのは無性生殖器官にはっきり区別できる特徴がなく、また有性生殖器官は確認が難しいという判別的な理由が挙げられている。
しかしその後の検討から Mycocladus のものはやはり別属として扱われるようになり、多くは現在ではリクテイミア属 Lichtheimia に移された。
大きな流れとしてはこの属から移されたのは以下の2つである。
- Lentamyces：菌寄生性のもの。
- リクテイミア属 Lichtheimia：高温耐性があり、接合胞子が付属枝に包まれないもの。コリンビフェラは病原性菌として古くからよく知られたものである。

## 類似、近縁属など
上記のようなこともあり、本属の種の出入りはややこしいが、Benny(2012)は20種程を本属のものと認めている。これは現在のケカビ目の中では多分、ケカビ属 Mucor についで大きい。
属としての特徴について、van Tieghem は菌糸体が無限成長する匍匐菌糸を出し、仮根を持つこと、アポフィシスを持つ胞子嚢があることでクモノスカビ属に似ており、しかしながらクモノスカビ属では仮根と対をなす形で胞子嚢柄が出るのに対してこの属では匍匐菌糸の途中の側面に胞子嚢柄が出て仮根と対をなさないこと、胞子嚢がクモノスカビ属ではほぼ球形であるのに対してこの属では洋梨型となることなどを挙げて別属であることを主張した。また接合胞子についても両者ともに支持柄から突起が出て接合胞子を包む点では似ているが、ヒゲカビ属の場合には突起が枝分かれするのに対して本属ではほとんどないこと、また接合胞子がヒゲカビ属では釘抜き型になるのに対して本属では平行に向き合う形である点で異なることも挙げている。
古くより近縁とされていた属にはゴングロネラ属 Gongronella、クラミドアブシジア属 Chlamydoabusidia があり、この2属はEllis とHesseltine による本属の総説で新属として記載された。前者はアポフィシスが球形をしているもので、後者は本属と共通の特徴を持ちながら独特の厚膜胞子を形成することから別属とされた。
更に遅れて1975年にはハルテロミケス Halteromyces が記載され、これは本属と多くの特徴を共有するもので、ただし胞子嚢が細長くて途中でくびれており、全体で見るとダンベル型をしているという特徴から別属とされたものである。

## 分類
古典的な分類体系では無性生殖器官の特徴が重視され、本属のものは大型の胞子嚢のみを形成することからケカビ属とすることが多かった。あるいはアポフィシスがあることなどを重視してクモノスカビ属などと共にユミケカビ科 Absidiaceae を立てる、とする説もあった。
しかし分子系統の情報からこのような体系が正しい類縁関係を反映していないことが示され、大きく見直されることになった。Hoffmann et al.(2013)によると本属と最も近縁なのはクスダマカビ属 Cunninghamella であることになっている。この属は単胞子の小胞子嚢とされる分生子状の胞子を頂嚢の表面に多数付けるもので、そのような点では本属と形態的な特徴はごく少ない。もとより本属に近縁とされていたゴングロネラ属はやはり近縁であるが、この属により近いのはヘッセルチネラ属 Hesseltinella となっており、これは胞子嚢柄の膨大部から多数の枝が出て、その先端の小さい頂嚢の上に単独で小胞子嚢を着け、この小胞子嚢には一面に棘状突起が並ぶ、というものである。さらに本属と近縁と考えられていたクラミドアブシディア属とハルテロミケス属については同一のクレードをなすことになっており、これは近縁どころか属の独立性が問われる状態である。その辺りは今後の検討課題であるようだが、ひとまずこれらを纏めてクスダマカビ科 Cunninghamellaceae とするべき、との判断が示されている。共通する特徴としては匍匐菌糸の形成が挙げられそうである。

### 下位分類
上記のように多くの種が記載され、更に属の分割などが繰り返されており、その辺り未だ落ち着かない様子もある。Benny(2012)に示された種の中から取り上げてみる。
- A. anomala Hesseltine & J.J. Ellis, 1964
- A. californica J.J. Ellis & Hesseltine, 1965
- A. coerulea Bainier, 1889
- A. cuneospora Orr & Plunkett, 1959.
- A. cylindrospora var. cylindrospora Hagem, 1908 .
  - A. cylindrospora var. nigra Hesseltine & J.J. Ellis, 1964.
  - A. cylindrospora var. rhizomorpha Hesseltine & J.J. Ellis, 1961.
- A. fassatiae VÃ¡ÅˆovÃ¡, 1971 .
- A. fusca Linnemann, 1936 .
- A. glauca Hagem, 1908 .
- A. heterospora L. Yong, 1930.
- A. idahoensis var. idahoensis Hesseltine, Mahoney & S.W. Peterson, 1990.
  - A. idahoensis var. thermophila G.Q. Chen & R.Y. Zheng, 1998.
- A. macrospora VÃ¡ÅˆovÃ¡, 1968.
- A. pseudocylindrospora Hesseltine & J.J. Ellis, 1961 [1962].
- A. psychrophila Hesseltine & J.J. Ellis, 1964.
- A. reflexa van Tieghem, 1878.
- A. repens van Tieghem, 1878.
- A. septata van Tieghem, 1878.
- A. scabra Coccini, 1899.
- 'A. spinosa var. spinosa Lendner, 1907.
  - A. spinosa var. azygospora Boedijn, 1958 [1959].
  - A. spinosa var. biappendiculata Rall & Solheim, 1964.
  - A. spinosa var. madecassensis M. Moreau, 1949.